# Geelkeelfijifluiter
De geelkeelfijifluiter (Pachycephala graeffii, synoniem Pachycephala vitiensis) is een zangvogel uit de familie Pachycephalidae (dikkoppen en fluiters). Eerder werd deze vogel beschouwd als een ondersoort van de fijifluiter. Deze vogel is genoemd naar de Zwitserse zoöloog Eduard Graeffe (1833-1916).

## Verspreiding en leefgebied
Deze soort is endemisch in Fiji en telt zeven ondersoorten:
- P. g. bella: Vatu Vara.
- P. g. koroana: Karo.
- P. g. torquata: Taveuni.
- P. g. aurantiiventris: Yanganga en Vanua Levu, behalve in het zuidoostelijk deel.
- P. g. ambigua: zuidoostelijk Vanua Levu, Rabi en Kioa.
- P. g. optata: zuidoostelijk Viti Levu en Ovalau.
- P. g. graeffii: Yasawa-eilanden en Viti Levu.

## Status
De geelkeelfiji komt niet als aparte soort voor op de lijst van het IUCN, maar is daar nog een ondersoort van de fijifluiter (P. vitensis).